# Liste des maires de Chinon
Cet article dresse une liste par ordre de mandat des maires de Chinon.

## Liste des maires
| Période                                  | Période        | Identité                                    | Étiquette   | Qualité |
| ---------------------------------------- | -------------- | ------------------------------------------- | ----------- | --- |
| Les données manquantes sont à compléter. |                |                                             |             | |
| 1783                                     | 1790           | Pierre Bertrand Chesnon de Baigneux         |             | Lieutenant criminel Député |
| 20 fév. 1790                             | 1791           | Pierre-François Pichereau de Geffrut        |             | |
| 1791                                     | 1791           | M. Champeroux                               |             | |
| 1791                                     | 1793           | Pierre Bertrand Chesnon de Baigneux         |             | Lieutenant criminel Député |
| 1794                                     | 1795           | M. Poitevin                                 |             | |
| 1795                                     | 1796           | Pierre Chesnon-David                        |             | |
| 1796                                     | 1796           | M. Forest                                   |             | |
| 30 déc. 1796                             | 30 mars 1797   | Pierre Chesnon-David                        |             | |
| 30 mars 1797                             | 11 sept. 1797  | Pierre Bertrand Chesnon de Baigneux         |             | Lieutenant criminel Député |
| 11 sept. 1797                            | 1er déc 1798   | Champigny-Clément                           |             | |
| 30 nov. 1798                             | 6 mars 1799    | M. Chesnon-Faucon                           |             | |
| 6 mars 1799                              | 1800           | M. Mollandin                                |             | |
| 1804                                     | 6 janv. 1807   | M. Legrand                                  |             | |
| 8 mars 1811                              | 10 avr.1813    | M. Bouin de Noiré                           |             | |
| 10 avr. 1813                             | 3 mai 1815     | M. Jean-Baptiste Bodard de la Jacopière     |             | |
| 3 mai 1815                               | 7 juil. 1815   | Champigny-Clément                           |             | |
| 7 juil. 1815                             | 25 avr. 1815   | M. Jean-Baptiste Bodard de la Jacopière     |             | |
| 25 avr. 1816                             | 20 avr. 1828   | Benoît-Jean-Gabriel-Armand de Ruzé d'Effiat |             | Député Pair de France |
| 20 avr. 1828                             | 11 sept. 1830  | M. de Marcé                                 |             | |
| 11 sept. 1830                            | 8 nov. 1831    | M. Raguin-Rouet                             |             | |
| 8 nov. 1831                              | 10 janv. 1835  | M. Auvinet                                  |             | |
| 10 janv. 1835                            | 29 sept. 1846  | M. Rossignol                                |             | |
| 29 sept. 1846                            | 24 mars 1848   | Léon Joubert                                |             | |
| 19 oct. 1848                             | 13 déc. 1851   | M. Gaultier-Laricherie                      |             | |
| 13 déc. 1851                             | 1er sept. 1852 | M. Blanchet                                 |             | |
| 1er sept 1852                            | 2 nov. 1857    | M. Auvinet                                  |             | |
| 9 déc. 1857                              | 28 nov. 1866   | Édouard-Marie Ferme                         |             | Conseiller général de Chinon |
| 29 sept. 1870                            |                | Léon Joubert                                | républicain | |
| 18 mai 1871                              | 19 fév. 1874   | Marc-Émilien Faucon                         |             | |
| 19 fév. 1874                             | 5 janv. 1878   | Auguste Tiffeneau                           |             | notaire |
| 5 janv. 1878                             | 30 avr. 1882   | Louis Houdia-Fouquereau                     |             | |
| 31 juil. 1885                            | 17 mai 1896    | Jules César Henri Herpin                    |             | Conseiller général de Chinon |
| 27 août 1898                             | 1912           | Benoist Mattraits                           |             | Conseiller général de Chinon |
| 1912                                     | 1934           | Octave Foucher                              |             | Conseiller général de Chinon Député Sénateur |
| 1934                                     | 1944           | Henri Mattraits                             |             | Conseiller général de Chinon |
| 1944                                     | 1945           | Louis Naudet                                |             | |
| 1945                                     | 1945           | Henri Mattraits                             |             | Conseiller général de Chinon |
| 1945                                     | 1959           | Auguste Correch                             |             | Conseiller général de Chinon |
| 1959                                     | 1965           | Jacques Balavoine                           |             | Conseiller général de Chinon |
| 1965                                     | 1971           | Pierre Beauvillain                          |             | |
| 1971                                     | 1977           | Georges Daydé                               |             | |
| 1977                                     | 1983           | Gérard Percevault                           |             | |
| 1983                                     | 1989           | Marcel Priou                                |             | Photographe et chef d'entreprise (matériels photographiques Priox)                                                                                             |
| 1989                                     | 2005           | Yves Dauge                                  | PS          | Inspecteur général de l'équipement Maire de Saint-Germain-sur-Vienne Conseiller général de Chinon Député Sénateur Conseiller de la Présidence de la République |
| 2005                                     | 5 avril 2014   | Jean-Pierre Duvergne                        | PS          | Président de la CC de Rivière-Chinon-Saint-Benoît-la-Forêt |
| 5 avril 2014                             | En cours       | Jean-Luc Dupont,                            | UMP puis LR | Président de la CC Chinon, Vienne et Loire, (2014-) Président du Syndicat intercommunal d'énergie d'Indre-et-Loire, Vice-président de la FNCCR                 |